# Gloria (Them)
Gloria è un singolo del gruppo musicale britannico Them, pubblicato nel 1964.

## Descrizione
Il brano è stato composto dal cantautore nordirlandese Van Morrison e registrato dalla sua band Them nel 1964, inizialmente come lato b del singolo Baby, Please Don't Go. La canzone divenne ben presto un classico del garage rock entrando a far parte del repertorio di numerosi gruppi grazie alla sua facilità d'esecuzione e al memorabile ritornello dove vengono scandite le lettere che compongono il titolo del brano ("G–L–O–R–I–A"). 
Gloria è stata inserita da Dave Marsh alla posizione numero 69 nel suo libro The Heart of Rock & Soul: The 1001 Greatest Singles Ever Made pubblicato nel 1989.
Van Morrison ha raccontato di aver scritto Gloria mentre si esibiva con i The Monarchs in Germania nell'estate del 1963, quando aveva circa diciotto anni. Egli iniziò a suonarla davanti al pubblico del Maritime Hotel ma poi in seguito fece ritorno a Belfast per unirsi ai The Gamblers e successivamente formare i Them. Spesso improvvisava il testo sul palco durante i concerti, dilatando la canzone anche fino a versioni di 15 o 20 minuti di durata. Dopo aver firmato un contratto discografico con la Decca, i Them andarono a Londra, dove incisero il brano al Decca Three Studios situato in West Hampstead il 5 luglio 1964, insieme ad altre 6 canzoni. Oltre a Van Morrison, erano presenti alla sessione Billy Harrison alla chitarra, Alan Henderson al basso, Ronnie Millings alla batteria e Patrick John McCauley alle tastiere. Dick Rowe portò in studio i session men Arthur Greenslade all'organo, Jimmy Page alla chitarra, e Bobby Graham alla batteria, poiché considerava i membri dei Them ancora troppo inesperti come musicisti. Persiste ancora qualche disputa su chi tra Millings e McCauley suonò la parte di batteria principale in Gloria, ma Alan Henderson insiste nell'indicare i Them come primo gruppo rock a contenere il suono di due batteristi in una registrazione. Gloria venne inserita come B-side, quando il singolo Baby, Please Don't Go fu immesso sul mercato in Gran Bretagna il 6 novembre 1964. In seguito il brano venne inserito nel primo album di studio della band, The Angry Young Them del 1965.

## Tracce
7" internazionale 1964
1. Gloria
2. Here Comes The Night

7" Perù 1964
1. Gloria
2. Amarrado

7" 1967
1. Gloria
2. Friday's Child

## Cover
Gloria è uno dei brani musicali più reinterpretati di sempre, se ne conoscono versioni a nome di:
- I The Gants (sull'album Roadrunner) – prima cover risalente al novembre 1965.
- I The Bobby Fuller Four dal vivo al P.J.'s Night Club, versione inserita poi nell'album Live at PJ's Plus!.
- Gli Shadows of Knight su singolo nel dicembre 1965 (in seguito inclusa nell'album Gloria).[4][5]
- Gli Status Quo (a nome "The Spectres") live al Saturday Club, BBC il 10/09/1966; e come Status Quo al David Symonds Show l'8/4/68 e il 12/4/68.
- Screamin' Jay Hawkins accompagnato dal gruppo garage rock The Fuzztones, versione inserita nell'album dal vivo Screamin' Jay Hawkins and The Fuzztones Live.
- Gli AC/DC eseguivano la canzone abitualmente nel corso delle esibizioni quando Bon Scott era ancora il loro cantante.
- Patti Smith, sul suo album del 1975 Horses. Questa versione, anche se basata sul brano di Van Morrison, ha un testo completamente riscritto in chiave punk, mantenendo solo il ritornello, ed aggiungendo allusioni ironiche alla sacralità del termine "gloria". Il brano inizia con la celebre frase: «Jesus died for somebody's sins / But not mine» ("Gesù è morto per i peccati di qualcuno, ma non per i miei").
- Gli Eddie and the Hot Rods, sul loro singolo 96 Tears/Get Out of Denver/ Gloria/ (I Can't Get No) Satisfaction pubblicato in Gran Bretagna nel 1976.
- I Santa Esmeralda (sull'album Don't Let Me Be Misunderstood) in versione disco nel 1977.
- La versione di Jimi Hendrix di Gloria fu inserita per la prima volta nella compilation del 1979, The Essential Jimi Hendrix Volume Two. Successivamente venne inclusa nel box set del 2000 The Jimi Hendrix Experience. La sua versione non è una cover in senso classico, ma contiene intere strofe scritte ex-novo da Hendrix. Il testo include riferimenti a Mitch Mitchell e Noel Redding, suoi compagni di band negli Experience.
- Joe Strummer ai tempi dei The 101'ers registrò la canzone per l'album del 1981 Elgin Avenue Breakdown della band.
- I The Doors (sull'album Alive, She Cried), dal vivo. Un'altra versione incisa in studio è stata inclusa nella compilation The Very Best of The Doors.
- Gli U2 accennavano la canzone al termine del loro brano Exit in quasi tutte le esibizioni del 1987-88, ed inclusero la loro reinterpretazione di Gloria nel film Rattle and Hum. Inoltre scrissero una loro canzone originale intitolata Gloria, senza nessun collegamento alcuno al brano dei Them, inclusa nell'album October del 1981.
- David Bowie interpretò il brano nel corso del suo tour del 1990 "Sound and Vision Tour".[6]
- Energy Orchard, in versione live sull'album del 1993, Shinola.
- Shane MacGowan eseguì il brano insieme a Van Morrison ai BRIT Awards del 1994 cambiando le ultime tre lettere del titolo della canzone da "R–I–A" in "I–R–A" durante il ritornello.
- Rick Springfield reinterpretò la canzone dal vivo sull'album del 2001 Greatest Hits Alive.[7]
- Popa Chubby incise la sua versione di Gloria per il suo album live del 2003 Live at FIP (la canzone è cantata da sua moglie sul disco).
- Tom Petty suonò svariate volte il brano all'epoca del suo tour "Highway Companion Tour" del 2006.
- Bill Murray aprì il Crossroads Guitar Festival del 2007 suonando Gloria, affermando come essa fosse l'unica canzone che egli sapesse suonare. Murray venne poi raggiunto sul palco da Eric Clapton che terminò il brano per lui.[8]
- Bruce Springsteen chiuse il suo concerto all'Hershey Park Stadium del 19 agosto 2008 suonando una cover di Gloria.[9]
- Billie Joe Armstrong dei Green Day canta il ritornello G-L-O-R-I-A alla fine della loro canzone Horseshoes and Handgrenades sull'album del 2009 21st Century Breakdown.[10]
- I 13th Floor Elevators suonarono dal vivo una cover di Gloria nel 1966, poi inclusa nella 2005 Anniversary Edition dell'album The Psychedelic Sounds of the 13th Floor Elevators.
- Bon Jovi in medley con altre canzoni durante il suo Bon Jovi Live Tour del 2011.[11]
- I Simple Minds sull'album Neon Lights del 2001.[12]
- I Pidżama Porno sull'album Styropian del 1998. Solo la musica è però quella originale, poiché il testo è stato completamente riscritto in polacco da Krzysztof Grabowski e Marcin Świetlicki.
- Altri gruppi celebri ad aver proposto cover di Gloria includono: Grateful Dead, R.E.M., Rickie Lee Jones, Johnny Thunders & Blues Magoos.
- Laurent Voulzy omaggiò la canzone cantandone il ritornello principale nel suo singolo Rockollection del 1977.